# Vogal nasal
Uma vogal nasal é uma vogal produzida com um abaixamento do palato mole, de modo que o ar escapa através do nariz e da boca simultaneamente. Uma vogal não nasal é chamada de oral.
Em muitas linguagens, vogais adjacentes às consoantes nasais são produzidas parcial ou totalmente com a diminuição do palato mole em um processo natural de assimilação e são, portanto, tecnicamente nasais, mas poucos falantes sequer o percebem. Este é o caso, por exemplo, do inglês e do espanhol.
Já no português, por exemplo, mas também no francês, as vogais nasais são distintas das orais, pois as palavras podem ser diferentes, principalmente em nasal ou oral de qualidade de uma vogal. Por exemplo, as palavras em português ri /'ʁi/ e rim /'ʁĩ/, como em francês mais /'mɛ/ "mas" e main /'mɛ̃/ "mão", apenas diferem entre si pela nasalidade de suas vogais.
Na língua portuguesa, ditongos também podem ser nasalizados, a exemplo de mão /'mɐ̃w̃/.

## Ortografia
Idiomas escritos com o alfabeto latino podem indicar vogais nasais com um n ou m mudo, como é o caso em português, francês, bambara e iorubá. Em outros casos, eles são indicados por sinais diacríticos: português também marca nasalidade com um til em alguns casos; bretão indica uma vogal nasal por um ñ mudo, como em bezañ, "ser"; polaco, navajo, e dalecarliano usam um gancho sob a letra, chamado de ogonek. Além da língua portuguesa, o til é usado como marca de nasalidade em algumas línguas indígenas (como o guarani e o nheengatu), no dialeto gheg e no Alfabeto Fonético Internacional. Notavelmente, a romanização Pe̍h-ōe-jī do Min Nan utiliza um n expoente (aⁿ, eⁿ, ...).
Alguns abugidas, utilizados para a maioria das línguas Indianas, usam o chandrabindu (◌̐) e suas variações para a identificação de vogais nasais, como, por exemplo, na sílaba sagrada Om (ॐ).
A escrita nasta'liq do urdu denota nasalização com uma variante a letra árabe ن noun, mas com a remoção de um ponto (ں), chamando-a noun ghunna.